# Hyagnis fistularius
Hyagnis fistularius là một loài bọ cánh cứng trong họ Cerambycidae.